# Danaus melanippus ssp. keteus
Danaus melanippus keteus је подврста Danaus melanippus, врсте инсекта из реда лептира (Lepidoptera) и породице шаренаца (Nymphalidae). 

## Распрострањење
Ареал подврсте је ограничен на једну државу. Индонезија је једино познато природно станиште подврсте.

## Угроженост
Ова подврста се сматра рањивом у погледу угрожености од изумирања.